# Russian Roulette
Russian Roulette (ang. Rosyjska ruletka) – utwór nagrany przez barbadoską wokalistkę Rihannę, pochodzący z jej czwartego albumu studyjnego Rated R, wydany jako pierwszy singel 20 października 2009 roku. Piosenka osiągnęła duży sukces komercyjny, dochodząc do pierwszej pozycji listy najpopularniejszych utworów w Szwajcarii i Norwegii, a także do dziewiątej na Billboard Hot 100.

## Geneza i wydanie

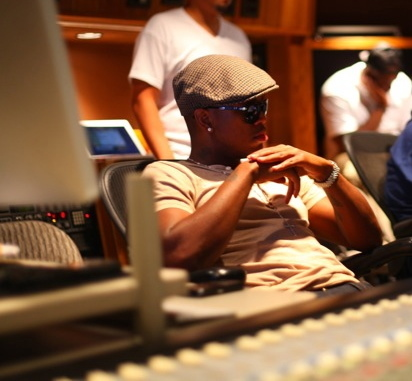
Ne-Yo (na zdjęciu) napisał i wyprodukował „Russian Roulette”.

Utwór nagrano latem 2009 roku w studiu Roc the Mic Studios w Nowym Jorku. Za jego produkcję i muzykę odpowiadają Ne-Yo oraz Chuck Harmony. 14 października 2009 roku na oficjalnej stronie internetowej Rihanny pojawił się komunikat: „The Wait Is Ova. Nov 23 09”, czyli „Koniec czekania. 23 listopada 2009”. Początkowo spekulowano, że tekst oznacza tytuł albumu, bądź singla, który zostanie wydany pod koniec listopada. Breeanna Hare, dziennikarka Entertainment Weekly, oznajmiła, że komunikat odnosi się wyłącznie do daty wydania czwartego albumu Rihanny. Dwa dni później na tej samej stronie internetowej ukazał się minutnik, którego zakończenie przewidziano na 20 października 2009 roku. Wówczas BBC Radio 1 zaprezentowało nową piosenkę artystki – „Russian Roulette”, pierwszy singel z albumu studyjnego Rated R. Tego samego dnia w internecie przedstawiono kontrowersyjną okładkę singla. Ukazuje ona Rihannę z odsłoniętymi piersiami obwiązanymi kolczastym drutem.

Słuchając tego utworu wyobrażam sobie Rihannę i jakąś przypadkową osobę jak siedzą przy stole z bronią na środku i bawią się w rosyjską ruletkę. Wtedy zaczynam myśleć: „Co się dzieje w umyśle w takiej sytuacji?”.

„Russian Roulette” jest balladą łączącą w sobie elementy R&B i popu, trwa trzy minuty i czterdzieści siedem sekund. Zgodnie z nutami opublikowanymi przez Musicnotes.com, piosenka posiada umiarkowane tempo wynoszące osiemdziesiąt uderzeń na minutę, jest napisana w tonacji fis-moll. Skala głosu Rihanny rozciąga się od F♯3 do C♯5. Utwór otwiera solowa gra gitary elektrycznej, po której nadchodzi smutna zwrotka. Metafora rosyjskiej ruletki znajduje się w tekście refrenu: „And you can see my heart beating / Because you can see through my chest / I said I’m scared, but I’m not giving up / I know I need to pass this test / So just pull the trigger”, czyli „I możesz zobaczyć, jak moje serce bije / Możesz to zobaczyć przez moją pierś / Powiedziałam, że jestem przerażona, ale nie odchodzę / Wiem, że muszę zdać ten test / Więc po prostu pociągnij za spust”.
Jocelyn Vena z MTV uważa, że tekst utworu mówi o romantycznym stosunku między dwoma ludźmi, który nagle kończy się, nawiązując do relacji Rihanny z Chrisem Brownem (wokalistka została brutalnie pobita przez swojego ówczesnego partnera).

## Lista utworów i formaty
| Lp.              | Tytuł                             | Czas |
| ---------------- | --------------------------------- | ---- |
| digital download |                                   |      |
| 1.               | „Russian Roulette”                | 3:47 |
| singel CD        |                                   |      |
| 1.               | „Russian Roulette” (Main)         | 3:47 |
| 2.               | „Russian Roulette” (Instrumental) | 3:48 |

## Odbiór krytyków
Utwór otrzymał pozytywne recenzje od większości krytyków muzycznych. Todd Martens z Los Angeles Times stwierdził, że „[...] Rihanna daje z siebie wszystko – jest nieco mrocznie, strasznie, z silnym wokalem”. Stacja muzyczna MTV zauważyła, że „Russian Roulette” zachowuje tę samą podstawę i atmosferę, co ostatnie single artystki z Good Girl Gone Bad. Magazyn New York Times pochwalił piosenkę za utrzymane napięcie – „[...] tempo bicia serca, tykanie zegara i strach w głosie Rihanny”. Simon Vozick-Levinson z Entertainment Weekly, uznał, że barbadoska wokalistka zaryzykowała utworem i „[...] zagrożenie to całkowicie opłaciło się. Głos Rihanny jest w porządku, piosenka [...] daje wiele do myślenia”. Nick Levine, dziennikarz Digital Spy, przyznał singlowi pięć gwiazdek na pięć, komentując: „«Russian Roulette» to wysiłek mistrzowskiego powrotu: odważny, świetnie wyprodukowany. Z pewnością uczyni Rihannę (obok Lady Gagi) największą gwiazdą muzyki pop”. Bill Lamb z About.com określił muzykę jako „wspaniałą współpracę melancholii i strachu”.
Andy Kellman z AllMusic stwierdził, że tym utworem Rihanna chce prowokować: „Pomimo świadomość, że jest to metafora, [...] zaskakuje na końcu głośnym oddechem, pociągnięciem za spust i dźwiękiem oddanego strzału”. Ryan Dombal skrytykował singel, nazywając go „słabą podróbką Céline Dion z dźwiękiem rewolweru, brzmiącego jak wstrząśnięta puszka farby w sprayu”. Według Roba Harvilla z The Village Voice „Russian Roulette” jest „piosenką-latarką”, a jej słuchanie „bardzo nieprzyjemne”.

## Nagrody i nominacje
| Rok  | Ceremonia  | Kategoria     | Rezultat  |
| ---- | ---------- | ------------- | --------- |
| 2010 | MP3 Awards | The BFV Award | Nominacja |

## Promocja

### Teledysk
Reżyserem teledysku jest Anthony Mandler – częsty współpracownik artystki. W listopadzie 2009 roku Rihanna pojawiła się w „TV Total” w Niemczech, aby promować nową płytę. W czasie programu udostępniono trzydziestu sekundową zapowiedź teledysku do „Russian Roulette”, a fanowska strona internetowa wokalistki (Rihannadaily.com) posiadała dostęp do trzech innych scen. Na temat wideoklipu wypowiedział się Mandler w wywiadzie dla MTV: „Myślę, że ten utwór i jego sens nie polega na grze słów, lecz na obrazie i symbolice. Wykonanie tego było jedynym rozwiązaniem [...]”. Początkowo premiera nagrania miała odbyć się 6 listopada 2009 roku na kanale ABC, lecz przesunięto ją na 13 listopada 2009 roku.
Teledysk trwa cztery minuty i dwadzieścia cztery sekundy. Rozpoczyna się ujęciem skąpo ubranej Rihanny w kapturze na głowie, leżącej na podłodze w komorze gazowej. Trzech mężczyzn, ubranych w czarne uniformy, porusza się wokół. Jeden z nich próbuje wydobyć od niej nieznane informacje. Następna scena odbywa się w słabo oświetlonym pomieszczeniu, chłodzonym przez mały wentylator. Ubrana w czarną suknię wokalistka siedzi naprzeciw swojego kochanka (granego przez Jessego Williamsa). Między nimi, na środku stołu, leży srebrny rewolwer. Rozpoczynają grę w rosyjską ruletkę. W kolejnych minutach wideoklipu Rihanna siedzi na fotelu w komorze gazowej i zostaje potrącona przez samochód. Następnie jest ostrzeliwana w wodzie. W ostatnim ujęciu dochodzi do przegranej kochanka piosenkarki w grze, kończącej się jego śmiercią.

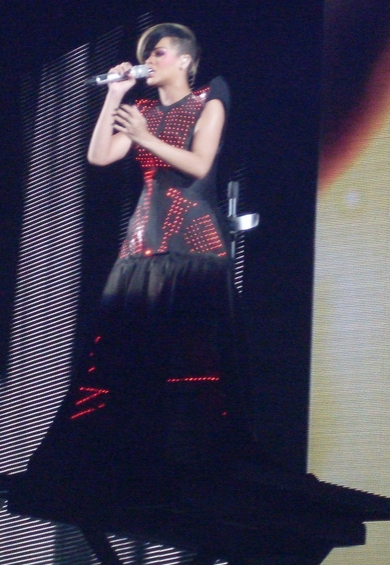
Rihanna wykonująca „Russian Roulette” w Antwerpii

Przyjęcie teledysku przez media było mieszane. Wielu recenzentów krytykowało artystkę za mroczny klimat. James Montgomery w artykule MTV napisał: „Wideo jest pozornie bez dna w kropli atramentu. [...] jest ciemne, klaustrofobiczne, mroczniejsze niż wszystko co do tej pory [Rihanna] ukazała”. Według Daniela Krepsa z Rolling Stone w teledysku pojawia się wiele scen, zainspirowanych tym co zaszło między Rihanną a Chrisem Brownem dnia 8 lutego 2009 roku. Jako przykład podał ujęcie, gdy na samotną Rihannę pędzi samochód – „moment wydaje się odzwierciedlać wydarzenia bezpośrednio po ataku”. Wokalistkę bronił Simon Vozick-Levinson z Entertainment Weekly pisząc: „Co, myśleliście, że Rihanna zamierza w teledysku do „Russian Roulette” pokazać słońce i tęczę i pełną werwy choreografię? Jej pierwszy singel z Rated R jest o przemocy!”. Wiele stacji muzycznych (w tym VIVA Polska) zdecydowało się emitować ocenzurowaną wersję wideoklipu. Jest ona zmieniona w momencie, w którym dochodzi do śmierci postaci granej przez Williamsa. Na Youtube.com teledysk odniósł duży sukces, będąc odtwarzanym około siedemdziesiąt miliony razy.

### Wykonania na żywo
Po wydaniu albumu Rated R w Europie, Rihanna po raz pierwszy zaśpiewała piosenkę na promocyjnym koncercie Nokii w Brixton Academy w Londynie. W czasie jej wykonania siedziała na kręcącym się w koło szarym tronie. Recenzent występu z brytyjskiego oddziału muzycznej stacji MTV stwierdził, że „[...] piękność z Barbadosu siedziała tak uwodzicielsko na tronie, że nawet David i Victoria Beckhamowie nie zawstydziliby objąć się przy tej balladzie”.
Kiedy nastąpiła premiera płyty w Ameryce Północnej, wokalistka powróciła do Stanów Zjednoczonych w celach promocyjnych. Zaśpiewała „Russian Roulette” wraz z „Wait Your Turn”, „Hard” i „Umbrella” w Good Morning America, w ramach serii jesiennych koncertów w Nowym Jorku. Następnego dnia wystąpiła z nim w programie Late Night with David Letterman. 29 listopada 2009 roku Rihanna ponownie przyleciała do Wielkiej Brytanii, aby zaśpiewać utwór w jednym z odcinków szóstej serii The X Factor. W trakcie jego wykonywania piosenkarka po raz kolejny siedziała na tronie. W lutym 2010 roku Rihanna wystąpiła z akustyczną wersją tej piosenki w ramach sesji dla amerykańskiego magazynu AOL.
Singel, po zaprezentowaniu intro („Mad House”), otwierał koncerty europejskiej i amerykańskiej części trasy Last Girl on Earth. Rihanna, w sukni pokrytej czerwoną diodą, wykonywała go na ruchomej platformie. Neil McCormick, dziennikarz The Telegraph, w recenzji występu artystki z Antwerpii napisał: „Koncert rozpoczął się wykonaniem morderczej, poprockowej ballady „Russian Roulette”, w czasie której na scenie palono nagie manekiny”. W trakcie australijskiej części tej samej trasy piosenka została zastąpiona przez „Only Girl (In the World)”. Wokalistka nie wykonała utworu na żadnym koncercie Loud Tour.

## Pozycje na listach
| Lista przebojów (2009/2010)               | Najwyższa pozycja |
| ----------------------------------------- | ----------------- |
| Australia (ARIA Charts)                   | 7                 |
| Austria (Ö3 Austria Top 40)               | 2                 |
| Belgia (Ultratop Flandria)                | 5                 |
| Belgia (Ultratop Walonia)                 | 3                 |
| Dania (Tracklisten)                       | 6                 |
| Europa (European Hot 100 Singles)         | 2                 |
| Finlandia (Mitä hittiä)                   | 3                 |
| Francja (SNEP)                            | 4                 |
| Hiszpania (PROMUSICAE)                    | 6                 |
| Holandia (Dutch Top 40)                   | 15                |
| Irlandia (IRMA)                           | 5                 |
| Kanada (Canadian Hot 100)                 | 9                 |
| Niemcy (Media Control Charts)             | 2                 |
| Norwegia (VG-lista)                       | 1                 |
| Nowa Zelandia (RIANZ)                     | 9                 |
| Polska (Polish Airplay Chart)             | 2                 |
| Stany Zjednoczone (Billboard Hot 100)     | 8                 |
| Stany Zjednoczone (Hot Dance Club Play)   | 1                 |
| Stany Zjednoczone (Hot Digital Songs)     | 4                 |
| Stany Zjednoczone (Hot R&B/Hip-Hop Songs) | 49                |
| Stany Zjednoczone (Pop 100)               | 21                |
| Szwajcaria (Media Control AG)             | 1                 |
| Szwecja (Sverigetopplistan)               | 4                 |
| Wielka Brytania (UK Singles Chart)        | 2                 |
| Wielka Brytania (UK R&B Chart)            | 1                 |
| Włochy (FIMI)                             | 6                 |

| Notowania (2009)                        | Pozycja |
| --------------------------------------- | ------- |
| Australia (ARIA Charts)                 | 96      |
| Austria (Ö3 Austria Top 40)             | 60      |
| Belgia (Ultratop Flandria)              | 97      |
| Szwajcaria (Media Control AG)           | 61      |
| Szwecja (Sverigetopplistan)             | 92      |
| Wielka Brytania (UK Singles Chart)      | 72      |
| Włochy (FIMI)                           | 35      |
| Notowania (2010)                        | Pozycja |
| Austria (Ö3 Austria Top 40)             | 46      |
| Europa (European Hot 100 Singles)       | 9       |
| Hiszpania (PROMUSICAE)                  | 33      |
| Stany Zjednoczone (Hot Dance Club Play) | 49      |
| Szwajcaria (Media Control AG)           | 33      |
| Szwecja (Sverigetopplistan)             | 69      |
| Włochy (FIMI)                           | 94      |

| Państwo         | Status          |
| --------------- | --------------- |
| Australia       | platynowa płyta |
| Dania           | złota płyta     |
| Hiszpania       | złota płyta     |
| Nowa Zelandia   | złota płyta     |
| Szwajcaria      | złota płyta     |
| Wielka Brytania | srebrna płyta   |
| Włochy          | złota płyta     |

## Historia wydania
| Kraj              | Data                 | Wytwórnia       | Format           |
| ----------------- | -------------------- | --------------- | ---------------- |
| Świat             | 20 października 2009 | Universal Music | radio            |
| Australia         | 30 października 2009 | Def Jam         | digital download |
| Wielka Brytania   | 30 października 2009 | Def Jam         | digital download |
| Stany Zjednoczone | 3 listopada 2009     | Def Jam         | digital download |
| Niemcy            | 13 listopada 2009    | Universal Music | singel CD        |